# المنقطع (الملاجم)

تعديل مصدري - تعديل

المنقطع هي إحدى قرى عزلة ال غشام الملاجم بمديرية الملاجم التابعة لمحافظة البيضاء، بلغ تعداد سكانها 62 نسمة حسب تعداد اليمن لعام 2004.